# Ленекса (Канзас)
Ленекса (англ. Lenexa) — місто (англ. city) в США, в окрузі Джонсон штату Канзас. Населення — 57 434 особи (2020).

## Географія
Ленекса розташована за координатами 38°57′55″ пн. ш. 94°48′14″ зх. д. / 38.96528° пн. ш. 94.80389° зх. д. (38.965267, -94.803914).  За даними Бюро перепису населення США в 2010 році місто мало площу 89,22 км², з яких 88,32 км² — суходіл та 0,91 км² — водойми.

## Демографія
Згідно з переписом 2010 року, у місті мешкало 48 190 осіб у 19 288 домогосподарствах у складі 13 065 родин. Густота населення становила 540 осіб/км².  Було 20832 помешкання (233/км²).
Расовий склад населення:
| - 84,4 % — білих - 5,8 % — чорних або афроамериканців - 3,8 % — азіатів - 0,4 % — корінних американців - 0,1 % — вихідців з тихоокеанських островів - 3,0 % — осіб інших рас |

До двох чи більше рас належало 2,5 %. Частка іспаномовних становила 7,3 % від усіх жителів.
За віковим діапазоном населення розподілялося таким чином: 24,7 % — особи молодші 18 років, 65,0 % — особи у віці 18—64 років, 10,3 % — особи у віці 65 років та старші. Медіана віку мешканця становила 36,6 року. На 100 осіб жіночої статі у місті припадало 95,0 чоловіків;  на 100 жінок у віці від 18 років та старших — 92,4 чоловіків також старших 18 років.
Середній дохід на одне домашнє господарство  становив 96 486 доларів США (медіана — 75 954), а середній дохід на одну сім'ю — 113 544 долари (медіана — 93 913). Медіана доходів становила 64 155 доларів для чоловіків та 45 784 долари для жінок. За межею бідності перебувало 6,4 % осіб, у тому числі 8,7 % дітей у віці до 18 років та 5,1 % осіб у віці 65 років та старших.
Цивільне працевлаштоване населення становило 28 065 осіб. Основні галузі зайнятості: освіта, охорона здоров'я та соціальна допомога — 21,7 %, науковці, спеціалісти, менеджери — 16,5 %, роздрібна торгівля — 11,1 %, фінанси, страхування та нерухомість — 10,5 %.